# Щавелева, Наталья Ивановна
Наталья Ивановна Щавелева (до замужества Владимирова) (16 июня 1946, Кишинёв — 28 апреля 2001, Москва) — советский и российский историк-славист, кандидат исторических наук.

## Биография
Родилась в семье морского офицера и врача. В 1964 году поступила на филологический факультет Московского государственного университета (кафедра классической филологии), который окончила в 1969 году Во время обучения её преподавателями были А. Н. Попов, С. И. Радциг, А. П. Каждан, Б. Л. Фонкич и др. В 1969 году В. Т. Пашуто был создан сектор «Древнейшие государства на территории СССР» в Институте истории СССР. Тогда же Наталья Ивановна была приглашена в этот сектор. С 1969 по 1974 год училась в аспирантуре Института истории СССР, в 1976 году защитила кандидатскую диссертацию по теме «Древняя Русь в польской латинской хронологии».
С 1976 года, после защиты диссертации, стала работать научным работником в Институте истории СССР АН СССР (впоследствии — Институт российской истории РАН), где и трудилась до конца жизни. С конца 1980-х годов советско-польскую (позднее — российско-польскую) историческую комиссию возглавил Я. Н. Щапов, а секретарём стала Наталья Ивановна. Вместе они руководили несколькими научными конференциями и способствовали изданию материалов тех конференций.
Сотрудничала с сектором В. Т. Пашуто, с группой во главе с Е. А. Мельниковой по изданию «Свода древнейших источников по истории Восточной Европы», с Центром по истории религии и церкви Я. Н. Щапова. Основными научными интересами были история русско-польских отношений, изучение и издание польских источников по истории средневековой Руси, а также обучение и издание учебников по латинскому языку.

## Научные работы

### Статьи
- Щавелева Н. И. Донесение католического миссионера XIII в. о путешествии через Русь к татарам // От Руси к новой России. — М.: Институт российской истории РАН, 2000. — С. 19—27.
- Щавелева Н. И. Древнерусские известия Великопольской хроники // Летописи и хроники. 1976 г. — М.: Наука, 1976. — С. 54—66.
- Щавелева Н. И. Известия о Руси в польской хронике магистра Винцента (XII в.) // Проблемы социально-экономической и политической истории СССР. — М.: Институт истории СССР, 1975. — С. 138—144.
- Щавелева Н. И. Киевская миссия польских доминиканцев // Древнейшие государства на территории СССР. 1982 г. — М.: Наука, 1984. — С. 139—151.
- Щавелева Н. И. Князь Роман Галицкий в культурно-исторической традиции Польши и России // Культурные связи России и Польши XI—XX вв. — М.: УРСС, 1998. — С. 27—38.
- Щавелева Н. И. Нищенствующие ордена как политические посредники между Орденом, Польшей и Русью // Славяне и их соседи: Католичество и православие в средние века. — М.: Наука, 1991. — С. 18—19.
- Щавелева Н. И. О княжеских воспитателях в древней Польше // Древнейшие государства на территории СССР. 1985 г. — М.: Наука, 1986. — С. 123—131.
- Щавелева Н. И. Польки — жёны русских князей (XI — середина XIII вв.) // Древнейшие государства на территории СССР. 1987 г. — М.: Наука, 1989. — С. 50—58.
- Щавелева Н. И. Послание епископа краковского Матвея Бернарду Клервоскому об «обращении русских» // Древнейшие государства на территории СССР. 1975 г. — М.: Наука, 1976. — С. 113—121.
- Щавелева Н. И. Приватные молитвы жены князя Изяслава // Церковь в истории России: Сборник статей. — М.: Институт российской истории РАН, 1999. — Вып. 3. — С. 4—20.
- Щавелева Н. И. Прусский вопрос в политике Даниила Галицкого // Древнейшие государства Восточной Европы. 1991 г. — М.: Наука, 1994. — С. 251—258.
- Щавелева Н. И. Русь в донесениях польских путешественников XIII в. // Славяне и их соседи: Международные отношения в эпоху феодализма. — М.: Наука, 1989. — С. 30—31.
- Щавелева Н. И. Тенденциозность средневековой историографии (на примере хроники Винцента Кадлубка) // Методика изучения древнейших источников по истории народов СССР. — М.: Наука, 1978. — С. 154—165.

### Публикации переводов
- Лирика Древней Эллады и Рима / Пер. с древнегреч. и латин., сост. и коммент. Н. И. Щавелевой. — М.: Детская литература, 1990. — 191 с.
- Щавелева Н. И. Греция: Боги и герои. — Тверь: Мартин; Полина, 1996. — 781 с.
- Щавелева Н. И. Древняя Русь в «Польской истории» Яна Длугоша (книги I—VI): Текст, перевод, комментарий / Отв. ред. А. В. Назаренко. — М.: Памятники исторической мысли, 2004. — 495 с.
- Щавелева Н. И. Польские латиноязычные средневековые источники: Тексты, перевод, комментарий / Отв. ред. В. Л. Янин. — М.: Наука, 1990. — 210 с.

### Учебные пособия
- Подосинов А. В., Щавелева Н. И. Lingua Latina. Введение в латинский язык и античную культуру: Учебное пособие для гимназий, лицеев и школ с гуманитарным профилем: в 5 частях. М.: Прогресс 1993—2011. (Неоднократно переиздавалось издательством «Наука»)